# Fort Ney (Fransecky)
Ne doit pas être confondu avec Fort de Roppe.
Article principal: Enceinte de Strasbourg (évolution de l'enceinte urbaine de l'époque romaine au XXe siècle).

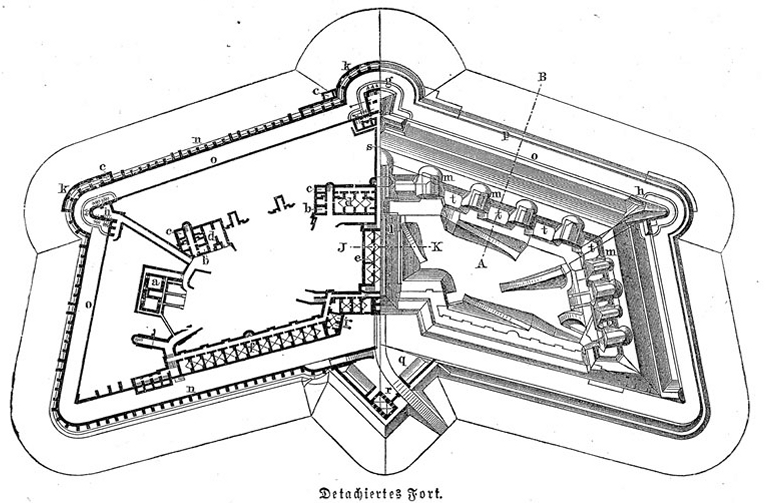
Plan-type d'un fort de Biehler.

Le fort Ney, appelé à l'origine fort Fransecky, est une fortification de type Biehler, construite par les Allemands et appartenant à la ceinture fortifiée de Strasbourg, dans la forêt de la Robertsau au nord de Strasbourg (Alsace).

## Histoire
Le fort fait partie de l'ensemble de quatorze fortifications (onze en Alsace sur la rive gauche, trois en grand-duché de Bade sur la rive droite) réalisées autour de Strasbourg par l'Armée impériale allemande après la chute de la ville en 1870. Ces fortifications suivent le concept développé par le Generalmajor Hans Alexis von Biehler dont le but était de former une enceinte discontinue autour de la place forte faite de forts d’artillerie espacés d’une portée de canons. Le projet initial prévoyait la construction de trente-six forts mais, finalement, seuls quatorze furent construits.
Le fort Fransecky a été construit entre 1873 et 1876 au bord de la rive droite de l'Ill une rivière parallèle au Rhin. Ses fossés sont inondés. Il est remis à niveau de 1880 à 1914. Ses canons battent le cours inférieur du Rhin, la plaine de l'Ill, la voie de chemin de fer Strasbourg-Lauterbourg-Germersheim inaugurée le 1er juillet 1876.
Il est rebaptisé Fort Ney en 1918.

### Dénominations successives
- 18721 - 1873 : Fort I, Fort Wantzenau.
- 1er novembre 1873 - 22 novembre 1918 : Fort I, Fort Fransecky.
- 23 novembre 1918 - 3 avril 1919 3 : Fort du général Fransecky.
- 4 avril 1919 - juin 1940 : Fort Ney.
- juillet 1940 -  1944: Fort Fransecky.
- Depuis  1945 : Fort Ney[3].

### Seconde Guerre mondiale
Pendant l'annexion de l'Alsace, le Fort Ney est un centre d'étude du gaz phosgène.  Dans le but de trouver un antidote à ce dernier, 52 prisonniers d'un camp de concentration sont exposés au gaz puis soignés. Après exposition, la majorité d'entre eux souffrent d'un œdème pulmonaire et quatre d'entre eux décèdent. 
Le 23 novembre 1944, lors de la libération de Strasbourg, surpris par l'avance rapide de la 2e DB, le  général Vaterrodt, commandant la place de Strasbourg, se réfugie dans le fort avec 626 hommes. Il capitule le 25 novembre 1944,.
Le 14 août 1946, au fort Ney, après son jugement  et le rejet de son appel, le gauleiter d'Alsace Robert Wagner est passé par les armes en même temps que le vice-gauleiter Hermann Röhn, le conseiller supérieur Walter Gaedeke et l'administrateur en chef Adolf Schuppel.

### Actuellement
Aujourd'hui, le fort est une zone militaire et n'est pas ouvert au public. Ses fossés servent aux associations de pêches.